# テロップ
テロップ（英語：Telop）は、プロジェクタの一種で、アメリカ合衆国のGray Research & Development CompanyとCBSが1949年に実用化したテレビ放送用の静止画送出装置（オペーク装置）の商標。「テレビジョン・オペーク・プロジェクター」（Television Opaque Projector = テレビ用不透明式投影機）の略。「オペーク送像装置」、「オペーク」とも。
テレビカメラや収録の映像素材を用いずに図像を全画面的に表示するための手段として、単純な情報を簡便に送出する際に重用された。のちにはこの装置とキーイング処理技術を組み合わせた字幕等の透過合成表示（スーパーインポーズ）が可能になり、字幕表示の主力技術となった。1970年代から1990年代にかけて、コンピュータによる画像処理技術が進歩したため、ほとんど用いられなくなった。
このように、「テロップ」という語は「字幕合成にも用いられる静止画表示装置」の呼称であったものが、日本の放送業界では、全画面表示の静止画自体や、この技術を応用した字幕表示技術、そしてその字幕自体を指す一般名詞に転じた（例→）。オペーク装置が用いられなくなった時代となっても、ニュースメディアを中心に、特に字幕合成を意味する語として「テロップ」を用いる例がみられる。資料の時代、媒体、文脈によって、「テロップ」が全画面表示の静止画を指すのか、それとも字幕を指すのかの区別に注意が必要である。
この項目ではGray社以外の開発によるオペーク装置についての説明も含む。

## 概要

### 機構
不透明な素材（紙など）でできた、「オペークカード」「テロップカード」「紙焼きテロップ」などと呼ばれる専用のカードに、文字や図像を記入し、装置に装填する。装置は撮影したカードを映像信号に変換して、全画面的に出力する。当初はエピスコープの原理とブラウン管および光電管を用いた走査を組み合わせた機構（フライングスポットスキャナー、FSS）で図像を造影する仕組みのものであったが、のちに放送用カメラ同様固体撮像素子を用いた改良型の装置が開発された。
カードの規格は、ほとんどの期間で、縦10センチメートル、横12.5センチメートル、厚さ0.2から0.5ミリメートルのものが用いられた。実際に放送される範囲（セーフティゾーン）はカード中央の縦6センチ・横8センチのみで、この範囲に文字や図像を細かく割り付ける技能が不可欠であった。
カードは用途や納期によって、水性塗料と筆などを用いて手書きで作成される場合も、写真植字機（電算写植含む）、和文タイプライター、ワードプロセッサなどで印刷出力される場合もあった。
そのまま撮影するためのカードを「ライブテロップ」、スーパーインポーズ用のカードを「スーパーテロップ」と呼ぶ。本製作前の準備されたカードには、書かれたものの定着をよくするための粒子が細かい特殊な塗料が単色で塗られる。白黒テレビ時代のライブテロップでは主にグレー地のものが用いられたが、カラー化以降は多彩になった。スーパーテロップは、キーイング処理の効果を高めるため、主に黒地に白文字の1色で作成された。
多くのオペーク装置は、「キャタピラー」と呼ばれる鎖状に連結された2本以上のフォルダーを持つカード装填装置と、スクロールによる字幕表示のために、専用のロールを縦方向および横方向に送る機能を持つ「ロールストリップ」という巻き取り装置から成った。キャタピラーにカードを入れ、複数の送像装置を交互に切り替えながら送出することで、複数のカードを差し替えつつ、順に放送することができた。後者の装置・技術および素材自体のことを「ロールテロップ」と呼んだ。ロールテロップには専用のロール紙が用いられ、縦ロール（画面を縦移動するスーパー）の場合は幅12.5センチメートル、横ロール（画面を横移動するスーパー）の場合は幅8.7センチメートルまたは10センチメートルであった。
また、回転（ターンテロップ）、文字が立ち現れる（起こし）、少しずつ文字が現れる（引き抜き）といった特殊効果に対応する装置もあった。

### 用途
- 「テロップカード」のトリキリによる情報の表示（ライブテロップ）
  - 各種のフィラー - 放送事故対応（「しばらくお待ちください」の表示）、局名告知
  - タイトルロゴ等の図像表示（タイトルカード、エンドカード）[10]
  - 提供クレジット[10]
  - インサート素材用の写真・イラストなど
  - 各種の報道 - スポットニュース、気象情報、選挙速報など[1]
  - コマーシャルメッセージ[1]（カードCM[16]） - 「静止画CM」とも。多くは生の送出ではなく、あらかじめフィルムないしビデオテープに録画された。後述のように耐久性のためにカードの画像をあらかじめスライドフィルムに撮影してから送出するものは特に「スライドCM[16]」と呼称した。
- スーパーインポーズ
  - タイトルロゴ等の図像表示[10]
  - 字幕スーパー - 提供クレジット、スタッフロール[10]、ニュース速報、時刻表示など

### 業務
- テロップ装置用の字幕製作スタッフのことを、放送現場では「タイトル」または「タイトルさん」と呼んだ[17]。
- 生放送の報道特別番組など、その都度カード作成が必要な現場では、正確かつ迅速な作業が要求された。テロップ制作の経験がある舞台装置家の竹内志朗は「20文字位を斜体の明朝体で約60秒たらずで早書きすることが義務づけられていました」と証言している[18]。
- テロップ制作会社出身の小説家・燃え殻は1990年代時点のカードの費用について「1枚2,000円くらいかかっていた」と証言している[19]。
- カードは性質上耐久性が低かったことから、番組タイトルのように何度も同じ素材を放送する必要がある場合、カード素材をスライドフィルムに撮影して、スライド装置から送出した[10]。
- テロップカードで対応しきれない情報量の多いものや複雑な図表などはフリップボードで対応した。フリップボード素材を写真撮影し、テロップカードのサイズに縮小現像したものをテロップ装置で用いる場合もあった[10]。
- テロップカードの差し替えは手作業で行われていた。タイミングの間違いや誤混入による人為的な放送事故を防ぐため、カードの装填方向・装填順・用いる番組名をテロップカードの裏に鉛筆で記入することが義務付けられた[15]。それでも以下の事例のような放送事故が起きることがあった。
  - 年月日や時刻は不明だが（少なくとも1969年（昭和44年）から1981年（昭和56年）の間のいずれか）、ある地方局のスタッフの証言によれば、静止画CM送出用のオペーク装置にゴキブリが侵入し、映画番組の本編明け、そのシルエットが大写しになって放送されたことがあったという[20]。

## 電子テロップ
編集のコンピュータ化（ノンリニア編集）が進み、この種の表現には「キャラクタージェネレータ」や映像編集ソフトによるコンピュータグラフィックスを用いた「電子テロップ（電子フリップ）」が使われるようになった。
番組制作システム過渡期には、放送局内の「電子タイトルシステム」により放送用デジタルファイルとしてのトリキリが仕上げられたのち、5.25インチMOディスクなどに収録されて納品され、ファイル送出装置を介し他の字幕スーパー等とともに送出順に並べ替えられ、副調整室（サブ）のスイッチャー卓から呼び出して使用されるのが一般的であった。
のちに、ディスク等を介さず、デジタルデータのままLANにてサブまで送ることができるようになった。